# Nelly (prénom)
Pour les articles homonymes, voir Nelly.
Nelly est un prénom emprunté à l'anglais, diminutif de Hélène, du grec Hếlê signifiant « chaleur », « splendeur du soleil » ou  de Éléonore (Eleanor), du germanique Ali, « autre ou étranger » et -nord, « Nord ».
Nelly est fêté le 18 août avec sainte Hélène.

## Variantes
- Nell, Nella, Nelle, Nellia, Nelli, Nellie, Nellya[3].